# Paepalanthus trichopeplus
Paepalanthus trichopeplus är en gräsväxtart som beskrevs av Silveira. Paepalanthus trichopeplus ingår i släktet Paepalanthus och familjen Eriocaulaceae. Inga underarter finns listade i Catalogue of Life.